# Symeon Metafrastes
Symeon Metafrastes, również Symeon Logoteta, Szymon Metafrasta (ur. 886-912 w Konstantynopolu, zm. 28 listopada ok. 987 tamże) – jeden z najbardziej znanych hagiografów bizantyjskich, święty prawosławny. Utożsamia się go z logotetą (sekretarzem cesarskim) o tym samym imieniu.

## Życie
Urodził się w arystokratycznej rodzinie na przełomie IX i X wieku za panowania Leona VI (886-912). W okresie rządów cesarzy: Nicefora Fokasa, Jana Tzimiskesa i Bazylego II sprawował urząd logotety. Pod koniec życia wstąpił do klasztoru. Od drugiej połowy X wieku czczono go jako świętego.

## Hagiograf
Zasłynął jako autor parafraz dawnych żywotów świętych i akt męczenników (martyriów). Według Michała Psellosa wczesnochrześcijańskie akta ze względu na język i styl przestały odpowiadać wymaganiom kół intelektualnych skupionych wokół cesarza Konstantyna Porfirogenety. Z inicjatywy cesarza Symeon Metafrastes podjął się zebrania i przeredagowania dawnych tekstów. Za sprawą środków jakich użył (pomijał niezrozumiałe treści zastępując je twórczością własną) zyskał przydomek metafrasty. Tak powstał Menologion – „Zbiór żywotów świętych” sporządzony na 4 pory roku liturgicznego obejmujący 148 tekstów. W układzie opracowanym przez Symeona w zasadzie jeden żywot przypadał na każdy dzień z wyjątkiem soboty i dnia przeniesienia ikony Chrystusa z Edessy do Konstantynopola. Teksty złożyły się na 10 tomów, z których dwa najobszerniejsze przypadały na miesiące zimowe.
Symeon Metafrastes część żywotów włączył do swego dzieła niemal bez zmian, w wielu dając się ponieść swobodzie interpretacji i zakusom retora przez co rozmijał się z pierwotnym przekazem wprowadzał czytelników w błąd (m.in. Piotra Skargę). Sporą część przestylizował zachowując atmosferę i ramy chronologiczne, a dokonując zmian głównie liturgicznych i prawno-religijnych. Część natomiast całkowicie przeredagował nie licząc się ze wzorem. Struktura biografii jest stała i zawiera:
1. Wstęp o charakterze etycznym
2. Główne opowiadanie o życiu bohatera i jego, na ogół, męczeńskiej śmierci
3. Cuda dokonane za życia i po śmierci

Hagiograf nie ingerował też zasadniczo w treść przekazanych żywotów, uzupełniając ją co najwyżej o dodatki i późniejsze cuda. Zbiór Metafarstesa zachował się w licznych wersjach, poszerzonych lub skróconych względnie łączących różne zbiory. Obecnie istnieje około 700 rękopisów dzieła.
Pod imieniem Symeona Metafrastesa przetrwały również 2 zbiory (Eklogaj): sentencji etycznych (Ethikoj logoj) wyjętych z pism Bazylego Wielkiego, Jana Chryzostoma i Makariosa egipskiego oraz aforyzmów (Sto trzydzieści rozdziałów gnomicznych, kephalaja gnomika). Symeon był też autorem dwóch mów na cześć Matki Boskiej, 25 listów do przyjaciół oraz licznych tekstów modlitw i pieśni religijnych.

## Kronikarz
Z Symeonem Metafrastesem część historyków identyfikuje również jednego z autorów Kroniki powszechnej (Ejs ten kosmopojían tes genéseos kaj chronikón epheksés syllogén [...} ek diaphòron chronikòn kaj historiòn), zwanego Symeonem Magistrem i Logotetą. Symeon uzupełnił Epitomę, przypisywaną bliżej nieznanemu Trajanowi, która kończyła się na 695 roku, o wydarzenia z lat następnych, doprowadzając ją do 842 roku. Starosłowiański przekład Kroniki powszechnej pod imieniem Symeona Magistra i Logotety został sporządzony w XIV/XV wieku. Historycy przypisują również Symeonowi wprowadzenie licznych i obszernych przeróbek do Zwięzłej kroniki Jerzego Mnicha, składających się na trzecią najobszerniejszą wersję tego utworu. Wreszcie z uwagi na to, że część rękopisów Kontynuacji Jerzego, nazywa jej autora Logotetą, również to dzieło część historyków łączy z osobą Symeona Metafrestesa.
Jego opisy potwierdzają m.in. fakt Wyprawy Rusów na Konstantynopol za czasów patriarchy Focjusza.

## Kult
Wspomnienie liturgiczne św. Symeona obchodzone jest w Kościele prawosławnym 9/22 listopada. Można również spotkać dzień 27 lub 28 listopada według kalendarza gregoriańskiego.